# Matelea cteniophora
Matelea cteniophora är en oleanderväxtart som först beskrevs av Joseph Blake, och fick sitt nu gällande namn av Lloyd Herbert Shinners. Matelea cteniophora ingår i släktet Matelea och familjen oleanderväxter. Inga underarter finns listade i Catalogue of Life.